# Ebba L. Lewenhaupt
Ebba L. Lewenhaupt (Anna Ebba Lcetitia Lewenhaupt), född 1895, död 1965 var en kvinnlig författare som skrev flera romaner och några diktsamlingar.
Hon hette tidigare Tisell men gifte sig 1947 med en bror till Claës Lewenhaupt.

### Romaner
- Kavaljerer och kanaljer 1951
- God afton, vackra mask 1953
- De älskandes borg 1954
- Blödande hjärta 1955
- Prins Solsken 1956
- Den natten 1957
- Gunilla på Ekholmsnäs 1957
- Nordens Venus 1958
- Kung Märta 1960
- I tsardömets skugga 1964